# Вернон, Энди
Э́ндрю Джеймс «Э́нди» Ве́рнон (англ. Andrew James «Andy» Vernon; род. 7 января 1986, Фархэм, Хэмпшир, Великобритания) — британский легкоатлет, специализирующийся в беге на длинные дистанции и кроссе. Серебряный призёр чемпионата Европы 2014 года в беге на 10 000 метров и бронзовый — на 5000 метров. Многократный медалист чемпионатов Европы по кроссу. Пятикратный чемпион Великобритании. Участник летних Олимпийских игр 2016 года.

## Биография
Первые шаги в лёгкой атлетике сделал в возрасте 15 лет в клубе Aldershot, Farnham & District. В юношеском возрасте специализировался в беге на 3000 метров и стипль-чезе. В 18 лет имел личные рекорды: 3000 м — 8.25,82, 2000 м с/пр — 6.02,8. В 2005 году он отобрался в сборную Великобритании на чемпионат Европы среди юниоров на дистанции 5000 метров. Однако на самом турнире остался за чертой призёров, заняв 4-е место с результатом 14.27,01.
Начиная с 2007 года, Энди начинает регулярно выступать в соревнованиях по кроссу. На чемпионате Европы по кроссу в испанском Торо в забеге среди молодёжи он выиграл бронзовую медаль, а в составе команды стал чемпионом. Через год он стал уже вторым в личном и первым в командном первенстве. После перехода во взрослую категорию в составе сборной Великобритании он удостоился ещё четырёх медалей различного достоинства, а в 2013 году смог завоевать индивидуальную «бронзу».
Участие зимой в кроссовых соревнованиях стало отличительной особенностью Энди. Он считанное количество раз выходил на старты в манеже, предпочитая им бег по пересечённой местности. В то же время, успехи на дорожке стадиона пришли к нему не сразу. Хотя в 2008 году была одержана победа на национальном чемпионате на 5000 метров (13.54,26), на Олимпийские игры дорога для Вернона была закрыта, так как у него отсутствовал необходимый норматив. По этой же причине спустя год он не поехал на чемпионат мира, опять в ранге чемпиона страны (в этот раз на 10 000 м — 28.43,41). Но с 2010 года Энди начинает постепенно улучшать свои личные рекорды на открытом воздухе. Его включают в команду Англии на Игры Содружества в индийском Дели, где он финиширует 10-м на 10 000 метров.
В 2011 году он выигрывает 5000 метров на летней Универсиаде в Шэньчжэне, а в начале 2012-го на соревнованиях в США устанавливает личные рекорды: 5000 м — 13.23,20, 10 000 м — 27.53,65. По признанию самого Энди, он был готов уже в следующем старте выполнить олимпийский норматив, но его планам не суждено было сбыться. Стрессовый перелом ладьевидной кости вынудил спортсмена сделать 10-недельный перерыв на реабилитацию. Попытка вернуться к тренировочному процессу почти сразу привела к обострению травмы. Восстанавливаясь после травмы, Вернон вместе с товарищами по команде Джонатаном Хэем и Джеймсом Эллисом в сентябре 2012 года совершил 1500-километровый благотворительный велопробег от Великобритании до Монако.
Под руководством нового тренера, Ника Бидо, он выигрывает чемпионат страны 2013 года на 5000 метров (13.43,17), но показанного времени не хватает, чтобы попасть в состав команды на чемпионат мира. В октябре на шоссейном пробеге 4 Mijl van Groningen Энди пробегает 4 мили (6,43 км) за 17.37 и устанавливает в этой дисциплине высшее европейское достижение.
В зимнем сезоне 2014 года он непривычно часто выступал в манеже и установил высокий личный рекорд в забеге на 3000 м на чемпионате мира в помещении — 7.45,49. В финале он стал лишь 11-м, но скоростная подготовка принесла свои плоды летом. В мае на турнире Payton Jordan Cardinal Invitational в Пало-Альто Энди улучшает личный рекорд на 5000 метров более чем на 10 секунд — 13.11,50 — и становится лидером в европейском топ-листе. На Играх Содружества в Глазго в сильной компании он становится 6-м (13.22,32). Однако на чемпионате Европы в Цюрихе он всё равно не считался фаворитом. Предполагалось, что медали на стайерских дистанциях разыграют олимпийский чемпион британец Мохаммед Фарах, бельгиец Башир Абди и натурализованные африканцы, выступающие за Турцию и Азербайджан. Тем удивительнее стали его серебро на 10 000 метров и бронза на 5000 метров, вырванные благодаря финишным ускорениям в медленных тактических финалах.
В мае 2015 года Энди улучшил личное достижение на дистанции 10 000 метров: в Пало-Альто он показал результат 27.42,62. На командном чемпионате Европы в российских Чебоксарах он стал третьим в беге на 5000 метров (14.05,85). Несмотря на выполненный норматив, он не был включён в состав сборной Великобритании на чемпионат мира в Пекине ни на 5000, ни на 10 000 метров.
Олимпийский сезон 2016 года Вернон начал на чемпионате страны на 10 000 метров, где стал лишь 4-м. Спустя месяц он выиграл бронзу национального первенства на 5000 метров. Показанные при этом результаты были далеки от личных рекордов. Тем не менее, на этот раз удача была на стороне Энди, и Федерация лёгкой атлетики Великобритании включила его в состав сборной на Олимпийские игры. В Рио-де-Жанейро он выступал в беге на 10 000 метров, где занял 25-е место с лучшим временем в сезоне (28.19,36).

## Внеспортивная деятельность
Энди Вернон является совладельцем компании Pro Supplements Direct, которая занимается производством спортивного питания и различных тренажёров. Также он является директором строительной фирмы DVP Construction Limited, расположенной в его родном городе Фархэм.
Часть времени он посвящает работе в качестве няни в двух семьях (забирает детей после школы и тренировок, готовит им обед) .

## Скандалы
В разное время Энди становился объектом внимания в нескольких скандалах в британской лёгкой атлетике. В 2012 году во время Олимпийских игр в Лондоне в ответ на приветствие в его адрес нецензурно выругался старший тренер сборной Иан Стюарт (пребывавший при этом в нетрезвом состоянии). Впоследствии Вернону принесли извинения как сам Стюарт, так и чиновники федерации лёгкой атлетики.
В 2014 году Вернон в своём твиттере раскритиковал шотландскую бегунью на 800 метров Линси Шарп за излишнее самолюбование в связи с выигранным серебром Игр Содружества. В последовавшей переписке на повышенных тонах Шарп напомнила, что за день до финала лежала в больнице под капельницей в связи с болезнью, а также саркастично заметила, что «это не моя вина, что кросс не имеет такой большой популярности». Позднее Энди назвал свои слова «шуткой» и выразил готовность извиниться перед бегуньей при личной встрече.
Ещё один конфликт произошёл с Мо Фарахом в феврале 2015 года. 21 февраля тот должен был открыть зимний сезон забегом на 2 мили на соревнованиях в Бирмингеме. По этому поводу Вернон написал в своём микроблоге запись, где намекал на то, что организаторы турнира в очередной раз пригласили слабых спортсменов и фактически обеспечили победу соотечественнику ещё до старта. Олимпийский чемпион болезненно воспринял эти слова, ответив «Возвращайся когда выиграешь что-нибудь серьёзное» и «В любом случае я оставлю тебя в своей пыли». Мо также припомнил эпизод с чемпионата Европы в Цюрихе, где Вернон во время одной из командных встреч вскользь обронил фразу, что золото должен был получить он, поскольку являлся единственным чистокровным европейцем на пьедестале. На фоне разгоревшегося в прессе скандала Фарах установил новое высшее мировое достижение в беге на 2 мили, а Вернон после этого принёс свои извинения, отметив, что слова про золото в Цюрихе были всего лишь шуткой.
Тем не менее, конфликт с Фарахом продолжился уже 9 июля 2015 года на этапе Бриллиантовой лиги в швейцарской Лозанне. После забега на 5000 метров Вернон хотел поздравить своего соотечественника с победой, на что тот на глазах у журналистов ответил «Пошёл к чёрту» и отвернулся. Наконец, после того, как национальная федерация не включила Энди в состав сборной на чемпионат мира 2015 в Пекине (несмотря на выполненный норматив), тот усмотрел в этом желание Фараха, которое было выполнено руководством. Победу Мо в финале на 10 000 метров Вернон встретил очередным едким комментарием в своём микроблоге: «Отличная работа, Мо. Приятно слышать, что ты любишь представлять свою страну. Спасибо за то, что избавил меня от подобной чести».